# Universität Bifröst

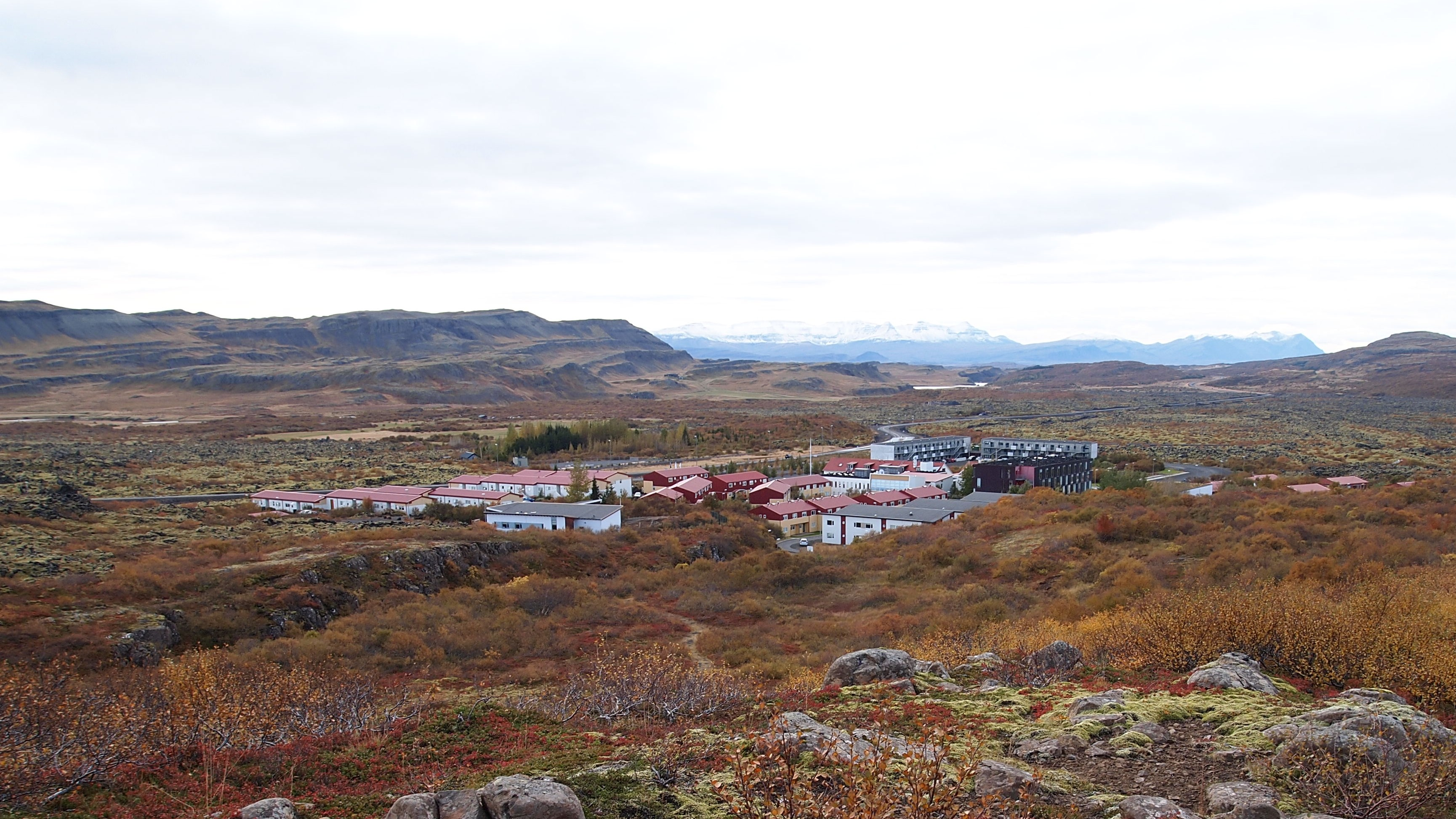
Blick auf den Campus

Die Universität Bifröst (Háskólinn á Bifröst [ˈhauskouˑlɪn au ˈpɪvrœst]) ist eine isländische Hochschule mit angeschlossenem Internat, die sich im Westen des Landes, etwa 30 Kilometer von Borgarnes entfernt befindet. Sie bildet das Zentrum des Ortes Bifröst, in dem vor allem Mitglieder der Universität und Studenten leben.
Es werden sowohl ökonomische als auch juristische und sozialwissenschaftliche Studiengänge angeboten.

## Geschichte
Die Universität wurde 1918 als eine weiterführende Schule (Samvínnuskólinn) in Reykjavík gegründet. Sie wurde von einer isländischen Genossenschaft geführt und war ursprünglich als Ausbildungszentrum für Angestellte der Genossenschaft geplant. Der Gründer und erste Leiter der Schule war Jónas frá Hriflu, der für lange Zeit Mitglied des Parlamentes für die Fortschrittspartei war. Er studierte am Ruskin College in Oxford und verkörperte für seine Zeit innovative Ideen zur Bildung. 1955 zog die Schule an ihren gegenwärtigen Standort auf dem Land. Die Schule bot zunächst eine zweijährige schulische Ausbildung im Einzelhandelsmanagement für 16- bis 18-Jährige an. In den 1980er und 1990er Jahren entwickelte sich die Schule allmählich zu einer universitären Institution, die Bachelor- und Diplomprogramme in Betriebswirtschaftslehre anbot.
Ende der 1990er Jahre profitierte die Universität von drei wichtigen Faktoren:
- dem Bau des Tunnels Hvalfjarðargöng 1998, der die Fahrzeit zwischen der Hauptstadt Reykjavík und der Universität auf anderthalb Stunden verkürzte
- steigender Nachfrage nach höherer Bildung in der isländischen Gesellschaft
- neuer Rechtsprechung, die es Universitäten erlaubte, Gebühren zu erheben

Damit erhöhte sich die Zahl der Studierenden beachtlich, das Studienangebot wurde ausgebaut und die Universität finanzierte sich neben der staatlichen Unterstützung zunehmend auch über Gebühren.
2006 wurde die Hochschule von Viðskiptaháskólinn á Bifröst (Wirtschaftsuniversität Bifröst) in Háskólinn á Bifröst (Universität Bifröst) umbenannt.

## Campus

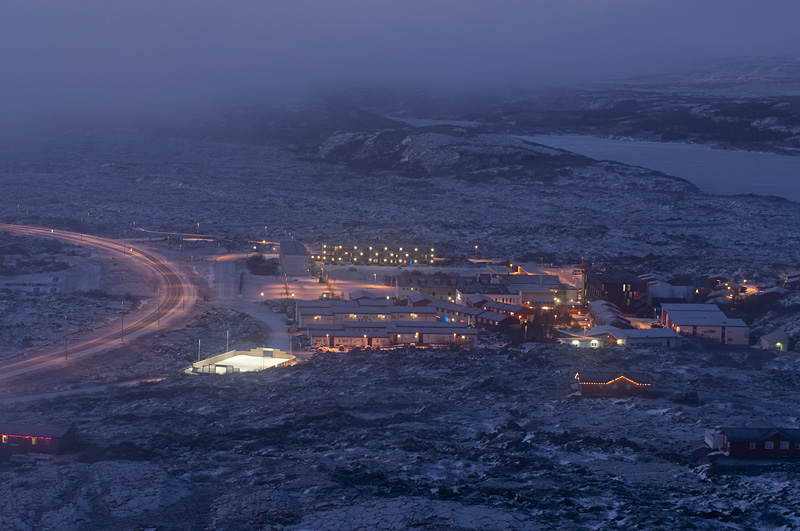
Universität Bifröst, Januar 2010

Auf dem Gelände der Universität befinden sich
- Wohngebäude für Mitglieder der Universität
- eine Bibliothek
- ein Fitnessstudio mit angeschlossener Sauna und Whirlpools
- Fußball- und Basketballplatz
- ein Supermarkt
- das Hotel Bifröst mit Café und Restaurant

## Umgebung
In Laufweite der Universität befinden sich die Vulkane Grábrók und Grábrókarfell, der See Hreðavatn, sowie der Fluss Norðurá mit dem Glanni-Wasserfall und dem Teich Paradísarlaut.
Dank der direkten Lage an der Hauptverkehrsstraße Hringvegur sind beliebte Ausflugsziele wie die Vulkane Baula und Ok, der Ort Reykholt mit den heißen Quellen Deildartunguhver und Kleppjárnsreykir sowie der Gletscher Langjökull einfach zu erreichen.

## Ausbildungsangebote
Neben Bachelor- und Masterstudiengängen bietet die Universität ein einjähriges Programm zum Erlangen der Hochschulreife an.

### Bachelorprogramme
- Bachelor of Arts in Philosophy, Politics and Economics
- Bachelor of Science in Business Administration
- Bachelor of Science in Business Law

### Masterprogramme
- Master of Law  in Law
- Master of Science in International Business
- Master of Arts in Cultural Management
- Master of Arts in Cultural Studies

## Internationale Ausrichtung
Unterrichtssprache ist im Allgemeinen Isländisch, jedoch werden zunehmend auch englischsprachige Kurse angeboten.
Die Universität unterhält Partnerschaften zu über 25 Hochschulen weltweit und nimmt am ERASMUS- und NORDPLUS-Programm teil.
Nach eigenen Angaben verbringen rund 45 % der isländischen Studenten mindestens ein Semester im Ausland.

## Direktoren der Universität
- Guðmundur Sveinsson 1955–1974
- Haukur Ingibergsson 1974–1981
- Jón Sigurðsson 1981–1991
- Vésteinn Benediktsson 1991–1995
- Jónas Guðmundsson 1995–1999
- Runólfur Ágústsson 1999–2006
- Bryndís Hlöðversdóttir 2006–2007
- Ágúst Einarsson 2007–2010
- Magnús Árni Magnússon 2010–2011
- Bryndís Hlöðversdóttir 2011–2013
- Vilhjálmur Egilsson 2013 -